# 吉達條約 (1927年)
1927年的《吉达条约》（英語：The 1927 Treaty of Jeddah），正式名称《国王陛下与汉志与内志及其属地国王陛下之间的条约》，于1927年由英国和伊本·沙烏地签订。该条约承认伊本·沙烏地的內志與漢志王國的独立的主权地位，而內志與漢志最终在1932年统一为沙特阿拉伯王国。作为对英国承认的回报，伊本·沙烏地同意停止其军队攻击和骚扰邻近的英国保护国。